# Christian Müller (wielrenner)
Christian Müller (Erfurt, 1 maart 1982) is een Duits wielrenner.
Na een korte periode als stagiair voor Team Wiesenhof te hebben gereden, vertrok Müller al naar Team CSC. Twee jaar reed de Duitser voor deze ploeg, waarna hij verrassend vertrok naar Skil-Shimano. Eind augustus werd hij door deze ploeg ontslagen vanwege zijn gedrag en houding in het team, die niet professioneel zouden zijn.

## Belangrijkste overwinningen
2001
- Duits kampioen Ploegenachtervolging (baan), Elite (met Christian Bach, Sebastian Siedler en Jens Lehmann)

2003
- Duits kampioen op de weg, Beloften

2004
- Duits kampioen individuele tijdrit op de weg, Beloften
- Europees kampioen individuele tijdrit op de weg, Beloften

2005
- 5e etappe Sachsen Tour
- 5e etappe Ronde van de Toekomst

2006
- Protour ploegentijdrit (met Lars Ytting Bak, Michael Blaudzun, Bobby Julich, Stuart O'Grady, Brian Vandborg, Jens Voigt en David Zabriskie)

## Tourdeelnames
geen
Wielerploegen van Christian Müller
Arvesen ·
Bak ·
Basso ·
Blaudzun · 
Breschel ·
Bruun Eriksen ·
Calvente ·
Gerdemann ·
Guidi (tot 15/02) ·
Goesev ·
Hoffman (tot 15/07) ·
Johansen ·
Julich ·
Lombardi ·
Luttenberger ·
Michaelsen · 
Müller ·
Peron ·
Piil ·
Roberts ·
Sastre ·
A. Schleck ·
F. Schleck ·
N. Sørensen · 
Vandborg ·
Vande Velde ·
Voigt ·
Zabriskie ·
Klostergaard (stagiair) ·
C. A. Sørensen (stagiair) 
Arvesen ·
Bak ·
Basso ·
Blaudzun · 
Breschel ·
Cancellara   ·
Cuesta ·
Hoestov ·
Johansen ·
Julich ·
Klostergaard ·
Kroon ·
Ljungqvist ·
Lombardi ·
Luttenberger ·
Michaelsen · 
Müller ·
O'Grady ·
Pedersen ·
Peron ·
Piil ·
Roberts ·
Sastre ·
A. Schleck ·
F. Schleck ·
Sørensen · 
Vandborg ·
Vande Velde ·
Voigt ·
Zabriskie
Abe ·
Bacquet ·
den Bakker ·
Deroo ·
Doi ·
Fang ·
Goesinnen ·
Hirose ·
van Hummel ·
Ji · 
Jin ·
Kano ·
Lhotellerie ·
Martens ·
Meschenmoser ·
Müller · 
Nodera ·
Ouchi ·
Rooijakkers ·
Shinagawa ·
Timmer ·
Tjallingii ·
Tsuji ·
Vierhouten · 
Yamamoto · 
Hupond (stagiair) 
M.Cassidy · De Schrooder · Dunworth · Fleeman · Folkesson · Gallagher · Lisabeth · Lloyd · McLaughlin · Müller · O'Brien · Speirs · Stofferis · van Kuik
- Gemeinsame Normdatei: 133457135X
- Virtual International Authority File: 6856172126415503340001